# Tehnološka singularnost
Tehnološka singularnost je točka u vremenu nakon koje nije moguće ekstrapolirati ništa o daljnjem napretku, znanosti i načinu funkcioniranja svijeta budućnosti, ili preciznije, tehnološka singularnost je hipotetska točka u budućnosti u kojoj tehnološki razvitak civilizacije dobiva sve veće ubrzanje u sve kraćim vremenskim intervalima i teži beskonačnosti u formi eksponencijalne funkcije. 
Tehnološka singularnost se odnosi na ideju da će tehnološki napredak dostići veliku vrijednost u bliskoj budućnosti. Ideja tehnološke singularnosti je temeljena na proučavanju ubrzanog napretka u polju zdravlja, tehnologije i kapaciteta ljudi pri obradi informacija.
Projekcija ovog koncepta u budućnost je navela veliki broj filozofa na predviđanje umjetne inteligencije koja se sama unaprjeđuje, odnosno superinteligencije koja je izvan trenutnih ljudskih sposobnosti i koju nije moguće razumjeti s današnjom koncepcijom svijeta. Dakle, tehnološka singularnost se može gledati kao metasistemska tranzicija ili transcendencija prema potpuno novim mogućnostima uma, društva i tehnologije.

## Vanjske poveznice
- Ray Kurzweil, The Singularity is Near
- Kritička rasprava o konceptu singularnosti Robin Hanson
- The Singularity Institute for Artificial Intelligence  Arhivirana inačica izvorne stranice od 16. rujna 2005. (Wayback Machine)